# 察汗乌苏镇
察汗乌苏镇位于中国青海省都兰县东部，察汗乌苏河畔。是都兰县人民政府驻地，为全县政治、经济和文化中心。北邻夏日哈乡、南接香日德镇、西南面是巴隆乡、东南面为热水乡，全镇总面积111.96平方公里，总人口2万余人，海拔3191米。年均气温2.7℃，年均水量180.5毫米。交通便利，国道109从镇内穿过。附近富有矿产资源，是柴达木盆地东部的重要城镇。
目前全镇下辖21个村和2个社区：
和平街社区、新华街社区、西河滩中村、西河滩下村、西沙滩村、西建村、西星村、北园村、西园村、下滩村、上滩东村、上滩西村、东山根西村、上庄村、上西台村、下西台村、西庄村、中庄村、东庄村、东山根上村、东山根中村、东山根下村和西河滩上村。